# Ницана (город)
Ницана (Нессана, Ауджа аль-Хафир ивр. ניצנה‎, араб. نيسانا‎) — набатейский, а позже византийский город на северо-западе пустыни Негев (ныне в составе Израиля, недалеко от границы с Египтом). Город на пересечении нескольких важных торговых путей возник во II веке до н. э. и пришёл в упадок во II веке н. э. после покорения Набатейского царства Римской империей. Второй этап истории города относится к византийской эпохе, начиная с конца IV века. Окончательно пришёл в упадок после арабского завоевания. Сохранились многочисленные руины (крепость, церкви, кладбище) и десятки папирусов середины V — конца VII веков.

## История
Археологические находки показывают, что люди жили в местах, где позднее существовала Ницана, ещё в каменном веке. Сам город возник впервые во II веке до н. э. в месте пересечения нескольких важных торговых путей. Эти пути вели на Синайский полуостров и в Египет, к Иудейским горам (о торговле с Иудейским царством свидетельствуют найденные при раскопках монеты Хасмонеев), в Рафах и Эйлат. К этому периоду относится древнейшее сохранившееся здание Ницаны — крепость с угловыми круглыми башнями. Предположительно, город фигурирует в Талмуде как Ницхана, в которой производился высококачественный перец.
После того, как в начале II века н. э. Набатейское царство было присоединено к Римской империи, Ницана пришла в упадок. Отсутствие археологических находок, датируемых III—IV веками, позволяет предположить, что её население в этот период было ничтожно мало. Однако в конце IV века началось её возрождение уже как имперского города. При императоре Феодосии I на месте набатейского города была построена римская крепость, при которой расположился небольшой гарнизонный городок, а позднее, в византийскую эпоху, наступил новый экономический расцвет. Преимущественно арабское местное население (сохранившиеся документы указывают на диалект языка, близкий к тому, на котором разговаривали в Пе́тре, а личные имена соответствуют североарабской традиции) легко перешло от кочевого образа жизни к оседлому, активно приспосабливаясь к эллинистической и христианской культуре. За короткий период начиная с VI века в городе было построено не менее четырёх церквей и два монастыря. О прочных связях Ницаны с центрами христианства свидетельствует тот факт, что архитектура одной из церквей сочетает в себе подражание иерусалимскому храму Гроба Господня и классические витрувианские идеи.
Население Ницаны в византийский период оценивалось первыми исследователями в 9—10 тысяч человек, что позже было признано завышенной оценкой. Позднейшие исследователи полагают, что в Ницане к моменту арабского завоевания Палестины проживали от одной до трёх тысяч человек. Найденные археологами налоговые документы показывают, что с экономической точки зрения Ницана превосходила даже региональную столицу — Элусу. Город процветал и некоторое время после завоевания, до конца VII века (о чём свидетельствуют найденные папирусы, датируемые периодом после завоевания), однако в дальнейшем снова захирел и был окончательно покинут. Причинами этого могли стать перемещение основных торговых путей в сторону от Ницаны и налоговый гнёт. В начале XX века на месте Ницаны существовал османский форт Ауджа, в годы Первой мировой войны служивший базой турецким и германским войскам. Позднее, в период британского мандата в Палестине, в этом месте располагался полицейский участок, а в 1948 году шли упорные бои между египетскими и израильскими силами. После подписания соглашений о прекращении огня этот район получил статус демилитаризованной зоны, соблюдение которого неоднократно становилось причиной конфликтов, в том числе «боя за Ницану» в ноябре 1955 года.
Руины Ницаны и укреплений Ауджа-аль-Хафир наряду с мемориалом погибшим в Войне за независимость Израиля входят в число основных достопримечательностей израильского национального парка Ницана.

## Археология
Достаточно большое количество сооружений древней Ницаны дошло до новейшего времени. Среди таких сооружений крепость и две христианских церкви, а также кладбище византийского периода (середина V — конец VII века) с набатейскими, греческими и арабскими памятниками. Византийский форт и две главных церкви города располагались на плато в его северо-западной части. Ещё одна большая церковь располагалась в центральной части города, а последняя — на востоке. Центральная церковь была обнаружена при раскопках в конце XX века, восточная же известна главным образом по свидетельствам, предшествующим Первой мировой войне.
Большую ценность представляют десятки обнаруженных папирусов византийского периода, в некоторых из которых город упомянут под своим греческим названием — Нессана. Наиболее ранний из этих документов датируется серединой V века. Большинство известных папирусов обнаружено в одной из двух сохранившихся церквей — так называемой Северной или церкви святых Сергия и Вакха. Это собрание документов, написанных преимущественно на греческом языке (хотя встречаются также латинские и арабские тексты), было обнаружено при первых археологических раскопках Ницаны в 1930-е годы экспедицией Х. Д. Кольта. Папирусы Ницаны могут быть разделены на две категории — хозяйственные и юридические документы с одной стороны, проливающие свет на повседневную жизнь региона в византийский период, и литературные и теологические тексты с другой. Ко второй категории относятся копии II—IV книг «Энеиды», сопровождаемые подробным латино-греческим словарём, что указывает на использование текста для изучения латыни. Кроме того, в Ницане обнаружен полный список переписки Абгара Эдесского с Иисусом из Назарета.